# Marc Hornschuh
Marc Hornschuh (Dortmund, 2 marzo 1991) è un calciatore tedesco, difensore del Friburgo II.

## Carriera

### Club
Gioca dal 2009 nella squadra riserve del Borussia Dortmund; nel 2012 ha giocato per un breve periodo all'Ingolstadt 04, con cui ha giocato 3 partite in 2. Fußball-Bundesliga, la seconda serie tedesca. Nella stagione 2015-2016 gioca da titolare in seconda serie nel St. Pauli.
Nell'estate del 2021 si trasferisce allo Zurigo, club della prima divisione svizzera; qui, nella stagione 2021-2022 contribuisce con 24 presenze in campionato alla vittoria del torneo stesso.

### Nazionale
Dopo aver giocato diverse partite con tutte le nazionali giovanili tedesche, dal 2010 gioca nella nazionale Under-21, con cui ha preso parte alle Qualificazioni al campionato europeo di calcio Under-21, nelle quali ha giocato 5 partite.

## Palmarès

### Club

#### Competizioni nazionali
- Campionato svizzero: 1

Zurigo: 2021-2022